# Danta di Cadore
Danta di Cadore – miejscowość i gmina we Włoszech, w regionie Wenecja Euganejska, w prowincji Belluno.
Według danych na styczeń 2009 gminę zamieszkiwało 517 osób przy gęstości zaludnienia 64,6 os./1 km².